# Caso Narumi Kurosaki
El caso Narumi Kurosaki o caso Narumi es un caso judicial de Francia relacionado con la desaparición y presunto asesinato de una estudiante japonesa, ocurrido en la ciudad francesa de Besanzón en diciembre de 2016. Su exnovio, el chileno Nicolás Humberto Zepeda Contreras, que había conocido en Japón y de quien se había separado dos meses antes de su desaparición, es rápidamente considerado por los investigadores como el principal sospechoso. Su juicio duró desde el 29 de marzo hasta el 12 de abril de 2022, cuando fue condenado a 28 años de cárcel. El caso tuvo repercusión internacional, pues el proceso judicial involucró a autoridades de países de tres continentes diferentes, es decir, Francia (Europa) donde ocurrieron los hechos, Japón (Asia), país de origen de la víctima y Chile (América), país de origen de la persona acusada de su asesinato.

## Contexto

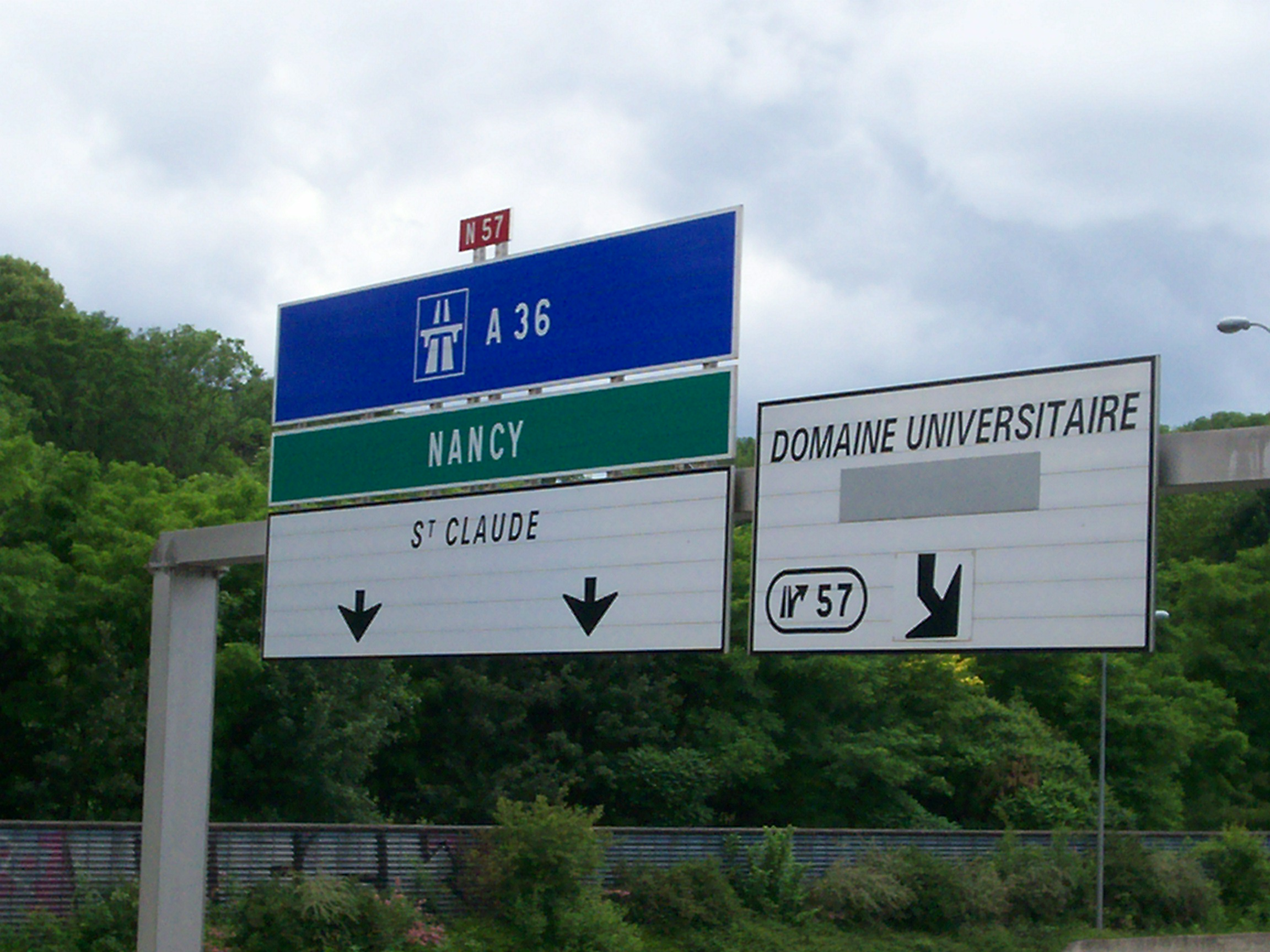
Señalética que indica el campus de Bouloie en Besançon.

Narumi Kurosaki tenía 21 años cuando llegó a Francia el 26 de agosto de 2016 para estudiar en la Universidad de Franco Condado ubicada en la ciudad de Besanzón. Allí tomó clases de francés en el Centro de Lingüística Aplicada antes de poder incorporarse a la Facultad de Economía a partir de enero. Narumi ocupó una habitación de estudiantes en el segundo piso de la residencia universitaria Théodore Rousseau ubicada en el campus de La Bouloie.
En 2014, Nicolás Zepeda llegó a Japón para continuar sus estudios, donde conoció a Narumi durante el mes de octubre, en el campus de la Universidad de Tsukuba. Comenzaron una relación en febrero de 2015 y la pareja viajó a Chile del 6 de septiembre al 1 de octubre de 2015, donde Nicolás la presentó oficialmente a su familia como su compañera sentimental. Nicolás Zepeda salió de Japón en 2015 al finalizar el año universitario pero regresó allí el 12 de abril de 2016 para buscar trabajo. Narumi termina su relación al poco tiempo de llegar a Francia, oficialmente el 6 de octubre de 2016 según declaraciones del propio Nicolás. En Besanzón, Narumi conoce gente nueva, incluido Arthur del Piccolo, estudiante de la Escuela nacional superior de mecánica y microtecnología, que se convierte en su nuevo novio.

## Hechos
El domingo 4 de diciembre de 2016, Narumi acude como de costumbre a su clase de baile, de la que sale alrededor de las 16:00 horas. En la noche del domingo 4 al lunes 5 de diciembre, alrededor de las 3:20 a. m., unos quince estudiantes de la residencia donde se hospeda Narumi escuchan gritos seguido de un ruido sordo. Rachel Hope, una estudiante británica, escribió entonces un mensaje a una amiga: "Tengo miedo, escuché un ruido como si alguien estuviera siendo asesinado". Otro estudiante, Nabil Drissi, sale al pasillo para ver qué está pasando, pero no puede averiguar de dónde provienen los sonidos. Al día siguiente, sus compañeros están preocupados por no verla en clase, dada la seriedad de la chica japonesa que nunca ha faltado a clase.
Durante los próximos días, la familia y los amigos de Narumi reciben mensajes de ella a través de mensajes de texto y redes sociales de que tiene un problema con su pasaporte y necesita ir al consulado japonés en Lyon. Su tarjeta bancaria se utiliza el 6 de diciembre para comprar un billete de tren Besanzón-Lyon, solo de ida. Sin embargo, Narumi Kurosaki no depende del consulado de Lyon, ciudad donde solo hay oficinas administrativas, sino del consulado de Japón en Estrasburgo. Por otro lado, todos los viajeros del tren que ocuparon asientos cercanos al asignado en su boleto afirman no haber visto a ninguna mujer joven que se parezca a Narumi. Otros mensajes aún llegan a sus familiares en los días siguientes, indicando que tiene nuevo novio y que se va sola. No les llegarán más mensajes después del 12 de diciembre.
El 14 de diciembre, el centro de lingüística aplicada de Besanzón alertó a la policía, que intervino en su habitación el 15 de diciembre al final de la tarde. Habiendo adquirido rápidamente la convicción de que la desaparición de la estudiante es preocupante, los investigadores inicialmente sospechan de Arthur, el nuevo novio de Narumi. Durante su interrogatorio, Del Piccolo menciona a la expareja chilena de Narumi, Nicolás Zepeda Contreras, a quien presenta a los investigadores como un hombre celoso y posesivo que incluso había llegado a piratear su cuenta de Facebook. Inicialmente, este elemento no se considera determinante dada la distancia geográfica. Pero cuando, gracias a la geolocalización del teléfono de Narumi, los investigadores descubrieron que ella estaba en un restaurante la noche del 4 de diciembre y que la cuenta había sido pagada con una tarjeta bancaria chilena, esta pista se volvió mucho más convincente.
De hecho, en la noche del domingo 4 de diciembre de 2016, Narumi Kurosaki y Nicolás Zepeda Contreras cenaron en el restaurante La Table de Gustave, en el pequeño pueblo de Ornans ubicado a unos veinte kilómetros al sur de Besanzón. Una cámara los graba saliendo del restaurante a las 21:57 y luego, a las 22:58, otras imágenes de vigilancia registran su llegada a la residencia universitaria de Narumi. Zepeda es la última persona en ver a Narumi con vida. 
El 23 de diciembre, el jefe de la policía judicial de Besanzón da una conferencia de prensa durante la cual declara “Estamos al 100% en un caso penal. No hemos tenido noticias de Narumi desde el 4 de diciembre. Desafortunadamente, se cree que murió en circunstancias especiales”.

## Investigación

### Inspección de la habitación de Narumi
La policía entra en la habitación 106, la de Narumi, el 15 de diciembre a las 17:31 y encuentra que está perfectamente ordenada, aunque los amigos de la estudiante japonesa señalan que suele ser bastante desordenada. En concreto, en el lugar se encontró su único abrigo, cuando comenzaba el invierno, su portátil y su cartera con 565 euros en efectivo. Mientras hacen un inventario de las pertenencias de Narumi, luego se dan cuenta de que falta una manta, una maleta, su pasaporte y su teléfono. Las huellas dactilares, tomadas de una taza, tras el análisis demostrarán que pertenecen a Nicolás Zepeda Contreras. A partir del ADN reconstruido gracias a las huellas dactilares, los investigadores encontraron rastros del sospechoso en una botella de agua, una camiseta, las paredes, el suelo del baño y el borde del lavabo.

### Recorrido del sospechoso
Los investigadores logran rastrear con bastante precisión el horario de Nicolás Zepeda Contreras en Europa gracias a la explotación de datos del chip GPS de su auto alquilado, su teléfono móvil y su tarjeta bancaria Visa del Banco de Chile. Llegó a Europa el martes 29 de noviembre de 2016 en un vuelo que aterrizaba en el aeropuerto de Ginebra tras una escala en Madrid. Al día siguiente, viaja en un autocar de FlixBus a Dijon, donde recoge un auto de alquiler que alquiló el 17 de noviembre. El jueves 1 de diciembre, todavía en Dijon, acudió al hipermercado Carrefour del centro comercial Toison d'Or donde compró un bidón de combustible de cinco litros para calefacción auxiliar, una caja de cerillas y un pulverizador de detergente con cloro. Luego, según los datos del GPS de su Renault Scénic alquilado, pasó medio día inspeccionando carreteras secundarias en el vasto bosque de Chaux, al este de la ciudad de Dole. 
Entre el 1 y el 4 de diciembre, va y viene a Besanzón todos los días: las antenas GPS registran en particular los movimientos cerca de la residencia universitaria y del centro de lingüística donde estudia Narumi y el viernes 2 de diciembre es visto en el interior de la residencia universitaria por dos estudiantes con quien intercambia unas palabras. Después de cenar con Narumi el domingo 4 de diciembre, la acompaña a su residencia universitaria. Su automóvil permanece estacionado frente a la residencia hasta el martes 6 de diciembre, comenzando a moverse nuevamente a las 4:23 a. m. y moviéndose entre las 5:55 a. m. y las 7:44 a. m. otra vez en las mismas áreas del bosque de Chaux como unos días antes.
Trajo el coche de alquiler de vuelta a Dijon el 7 de diciembre al mediodía: según los empleados de la agencia de alquiler, dejó el Renault cubierto de barro, tanto por fuera como por dentro, a nivel del conductor y en el maletero. Luego compra un boleto de autobús para ir a Ginebra, donde finalmente toma un avión a Barcelona. 
Entre el 7 y el 12 de diciembre pasó varios días en la capital catalana con su primo Juan Felipe Ramírez. El lunes 12 de diciembre, una semana después de la desaparición de Narumi, se dirigió de nuevo a Ginebra para tomar un vuelo a Santiago con escala en Madrid. Regresando a Chile el 13 de diciembre, volvió a su departamento ubicado en la comuna de Las Condes, en el casco urbano de Santiago.

### Análisis de datos digitales
En respuesta a Nicolás que le pide que borre algunos de sus contactos en Facebook, Narumi le escribe un SMS fechado el 5 de septiembre indicándole: “Nunca borraré a Arthur. ». El 7 de septiembre de 2016, Nicolás Zepeda publicó un video en Dailymotion en el que habla de su relación con Narumi en términos inquietantes: "Ella tiene que pagar un poco por lo que ha hecho y asumir que no puede seguir cometiendo este tipo de errores con una persona que la ama". También especifica en este vídeo que "ciertas condiciones son aplicables durante su estancia en Francia, y otras son aplicables para siempre. Si ella no puede seguir estas condiciones durante dos semanas, dentro de dos semanas, haré cumplir estas condiciones con efecto inmediato.".

### Audiencias de testigos
Juan Felipe Ramírez, primo de Nicolás Zepeda con quien estuvo cinco días antes de su regreso a Chile, es audicionado el 24 de enero de 2017. Entrega varios detalles preocupantes sobre las conversaciones que sostuvieron durante esta estadía. Nicolás Zepeda le oculta su encuentro con Narumi en Besanzón, explicando que simplemente había venido a Europa para participar en un congreso en Ginebra; ya que Ramírez es estudiante de medicina, Zepeda le pregunta sobre la muerte por asfixia. Su primo también confiesa que le sorprendió una frase de Nicolás Zepeda en la que habla de Narumi en tiempo pasado: “A Narumi le gustaba mucho el mar”.

## Proceso judicial

### Intervenciones políticas
El 6 de enero de 2017, el caso Narumi Kurosaki fue discutido durante una reunión bilateral celebrada en París entre Jean-Marc Ayrault, ministro francés de Asuntos Exteriores, y su homólogo japonés Fumio Kishida, asegurándole el compromiso y la plena cooperación de Francia para resolver la investigación. El 15 de enero de 2017, el viceministro parlamentario de Asuntos Exteriores, Kentaro Sonoura, se reunió con las autoridades francesas al margen de la conferencia por la paz en Oriente Medio en París. Al día siguiente, voló a Chile para reunirse con Heraldo Muñoz, Ministro de Relaciones Exteriores de Chile y el Fiscal General de Chile, Jorge Abbott. El 21 y 22 de enero, el Presidente de la República Francesa, François Hollande, en visita oficial a Chile, probablemente mencionó el asunto, pero esto no ha sido confirmado.

### Extradición del sospechoso
El lunes 18 de mayo de 2020, la Corte Suprema de Justicia de Chile autoriza la extradición de Nicolás Zepeda Contreras a Francia. Puesto bajo arresto domiciliario en Viña del Mar desde finales de junio, fue atendido el 23 de julio de 2020 por la Policía de Investigaciones de Chile (PDI) que lo trasladó al aeropuerto de Santiago de Chile para entregarlo a las autoridades francesas. Después de un vuelo al aeropuerto de París-Charles de Gaulle que aterrizó al final de la mañana del 24 de julio, se le comunicó la Circular de Interpol del 26 de diciembre de 2016 y luego fue trasladado por coche hasta Besanzón donde llegó sobre las 16.40 h. Fue presentado ante el juez instructor que anunció su acusación por asesinato, luego ante el juez de libertades y detención, y finalmente fue encarcelado en el centro de detención preventiva de Besanzón.

### Juicio contra Nicolás Zepeda
El juicio contra Zepeda, denominado "Gran Juicio" por el Ministerio de Justicia francés se inaugure el 29 de marzo de 2022 ante la Cour d'Assises (tribunal) del Doubs, en Besanzón, tras la convocatoria del jurado el día anterior. El acusado se enfrenta a cadena perpetua. El veredicto se dará el 12 de abril. El juicio es excepcional dada la dimensión internacional del caso: todos los intercambios están sujetos a traducción simultánea por un equipo de seis intérpretes, tres para japonés y tres para español; en la sala tres relojes marcan la hora de Francia, Japón y Chile para tener en cuenta la diferencia horaria, escuchándose por videoconferencia muchos testigos del extranjero, diez desde Tokio, dos desde Santiago de Chile y uno desde Escocia; Además de la sala de audiencia principal, otras dos salas están abiertas para que los periodistas y el público puedan seguir los debates retransmitidos en pantalla gigante.
El sospechoso es defendido por Maître Jacqueline Laffont, abogada del colegio de abogados de París que defendió en particular al expresidente de la República Nicolas Sarkozy en el caso de las escuchas telefónicas, a Alexandre Benalla en el caso Benalla y al exministro Nicolas Hulot en la investigación de los cargos de agresión sexual. Está asistida por su asociada Maître Julie Benedetti. La familia de Narumi está representada por Sylvie Galley, abogada del colegio de abogados de Besanzón. Maître Randall Schwerdorffer, abogado del colegio de abogados de Besanzón conocido por su papel como abogado defensor en los famosos casos Daval y Frédéric Péchier, se unió a la parte civil representando a Arthur del Piccolo, el novio de Narumi en el momento de su desaparición. El Abogado General es Étienne Manteaux, Fiscal general de Besanzón desde septiembre de 2018. El proceso está dirigido por Matthieu Husson, Presidente del Tribunal de lo Penal, que ofició también en el caso Daval.
Humberto Zepeda y Ana Luz Contreras, los padres de Nicolás Zepeda Contreras, así como Taeko y Kurumi Kurosaki, la madre y una de las hermanas de Narumi Kurosaki están presentes en Besanzón para seguir las dos semanas de juicio y declarar allí.
El 12 de abril de 2022, Zepeda fue declarado culpable y condenado a 28 años de cárcel. Servirá los primeros 15 años en Francia, pero podría ser extraditado para pasar los últimos 13 años en Chile.

### Juicio de apelación
Habiendo apelado Nicolás Zepeda Contreras, fue juzgado nuevamente del 21 de febrero al 10 de marzo de 2023, esta vez ante la Cour d'Assises del Alto Saona en Vesoul. El 15 de noviembre de 2022, la oficina de Me Jacqueline Laffont envió una carta al tribunal de apelación de Besançon para anunciar "de mutuo acuerdo" el fin de su colaboración con Nicolás Zepeda Contreras. Ahora es Antoine Vey, ex socio del ministro de Justicia francés Éric Dupond-Moretti, quien defiende a los acusados. En cuanto a las partes civiles, la segunda hermana de Narumi, Honami Kurosaki, y su novio en el momento de su asesinato, Arthur Del Piccolo, que no estuvieron presentes durante el primer juicio, asisten a este juicio de apelación. 
El 21 de febrero de 2023, en la apertura del juicio de apelación, el presidente del tribunal indicó que había recibido una carta fechada el 18 de febrero de Antoine Vey informándole de su ausencia del juicio: "Me informaron que mi cliente ya no deseaba mantener mi mandato de representación (…). Les informo que no estaré presente el martes por la mañana. La situación me impedirá en conciencia asegurar su defensa. ". La familia Zepeda elige nuevos abogados en la persona de Renaud Portejoie, abogado del colegio de abogados de Clermont-Ferrand e hijo de Gilles-Jean Portejoie con quien abogó en particular en el caso Fiona, y Julien Dreyfus del colegio de abogados de París. Se decide la suspensión del juicio por 48 horas para que puedan leer el expediente de investigación.
El 23 de febrero de 2023, los nuevos abogados de Nicolás Zepeda solicitan el sobreseimiento del juicio argumentando que no pudieron defender adecuadamente a su cliente con tan poco tiempo de preparación. El tribunal accede a su solicitud y el juicio se pospone para una fecha posterior. El juicio de apelación se reprogramará del 4 al 22 de diciembre de 2023 ante la Cour d'Assises de Alto Saona en Vesoul. El 17 de noviembre de 2023, Julien Dreyfus anunció que finalmente no defendería a Nicolás Zepeda Contreras durante el juicio de apelación que se celebraría dos semanas después. El acusado contrató entonces a un nuevo abogado, Sylvain Cormier, del colegio de abogados de Lyon, conocido sobre todo por haber defendido al futbolista Karim Benzema en el caso de la «sextape».
El 21 de diciembre del 2023 el juicio de apelación dictaminó que Zepeda era culpable del homicidio y desaparición de Narumi Kurosaki como se había informado en primera instancia, el mismo plazo de 28 años de cárcel con la diferencia que en este caso Zepeda debería cumplir los 28 años en cárceles francesas y no 15 años en Francia y 13 años en Chile como se había resuelto en el primer juicio. 
En enero de 2025, defensa de Nicolás Zepeda presenta nuevo recurso para anular juicio que lo condenó por el crimen.

### Anulación de sentencia contra Nicolás Zepeda
El 26 de febrero de 2025, la Justicia francesa anuló la sentencia de 28 años de prisión contra el chileno Nicolás Zepeda por el asesinato de la estudiante japonesa Narumi Kurosaki en 2016. La Corte de Casación ordenó un tercer juicio debido a irregularidades en la presentación de pruebas, específicamente el uso de diapositivas no comunicadas previamente a la defensa. Zepeda, quien siempre ha negado su culpabilidad, tendrá la oportunidad de reivindicar su inocencia en este nuevo proceso.

## Adaptaciones
El 27 de julio de 2023 el programa de Televisión Nacional de Chile Enigma estrenó un capítulo basado en el caso.